# Amerikanska Samoa i olympiska sommarspelen 2004
Amerikanska Samoa deltog i olympiska sommarspelen 2004. Amerikanska Samoas trupp bestod av tre idrottare var av två var män och en var kvinna.

## Trupp
| Namn             | Sport (Antal grenar) | Ålder |
| ---------------- | -------------------- | ----- |
| Eleei Lalio      | Tyngdlyftning (1)    | 24 år |
| Lisa Misipeka    | Friidrott (1)        | 29 år |
| Kelsey Nakanelua | Friidrott (1)        | 37 år |

## Friidrott
Herrarnas 100 meter
- - Kelsey Nakanelua - Kom sjua i sitt försöksheat och gick inte vidare.

Damernas släggkastning
- - Lisa Misipeka - Diskvalificerades

## Tyngdlyftning
- Tungvikt herrar
  - Eleei Lalio - 15